# Douglas (Michigan)
Pour les articles homonymes, voir Douglas.
Douglas est une ville du comté d'Allegan, dans l'État du Michigan, aux États-Unis. En 2020, sa population était de 1 378 habitants.